# Айс бира
Айс бира (на английски: Ice beer) известна и като „Ледена бира“ е разновидност на светлата бира с ниска ферментация и в стилово отношение е вид лагер бира. Тя се появява в Северна Америка като своеобразен аналог на германския стил айсбок (на немски: Eisbock) и обикновено се отличава от другите светли лагери с по-високото си алкохолно съдържание в резултат от използване технологията на замразяване.

## Технология
Класическата технология на ледената бира включва ферментация при ниска температура, типична за лагерите, като впоследствие резервоарът с готова бира се охлажда рязко до образуване на кристали лед, които след това се отстраняват от течността чрез особени филтри. Тъй като температурата на замръзване на водата е по-висока от температурата на кристализация на алкохол, то отделения от течността лед не съдържа алкохол, като по този начин неговата концентрация в бирата се увеличава.
Исторически ледената бира е по-силна от обикновената. За разлика от германската бира Aysbok, която се прави на подобен принцип, като получената готова бира е с алкохолно съдържание от 10 % об., класическата американска айс бира е с по-ниско алкохолно съдържание – от 4,5 до 6,5 % об.

## История
История на северноамериканската ледена бира започва през април 1993 г., когато на канадския пазар е пусната бирата „Molson Ice“ на канадската пивоварна компания „Molson“. Подобен продукт се предлага незабавно от главния конкурент на Molson на канадския пазар – „Labatt Brewing Company“, и в рамките на няколко месеца делът на ледената бира достига 10 % от общите продажби на бира в Канада . Първата ледена бира е със съдържанието на алкохол едва 4,4 % об.
Успехът на новата бира на вътрешния пазар кара канадските производители да лансират ледената бира и на близкия пазар в САЩ. Като се има предвид сходството на вкусовете на потребителите на бира в Канада и САЩ, айс бирата бързо печели популярност и почитатели и в САЩ. Скоро след появата ѝ на американския пазар, водещи американски пивоварни започват производството на собствени марки ледена бира.
С развитието на глобализацията на световния бирен пазар, ледената бира започва да се произвежда и от пивоварни компании извън Северна Америка, най-вече от Европа и Азия.

## Айс бира в България
В България първата и единствена айс бира е пусната в края на 1990-те години от пивоварната „Леденика“АД – Мездра, с марката „Ice Beer“. 

## Търговски марки
Типични търговски марки в този стил са: Molson Ice Beer, Labatt Ice Beer (Канада), Colt Ice Beer, Mountain Brew Beer Ice, National Bohemian Ice Beer, Pennsylvania Style Ice Premium Beer, Genesee Ice Beer (САЩ), Saku on ICE, Grønland Ice Cap Beer Ice Fjord Lager (Естония), Premium Ice Beer (Индия).